# In the Closet
〈In the Closet〉은 미국의 싱어송라이터 마이클 잭슨의 노래이다. 이 곡은 1992년 4월 9일 그의 여덟 번째 음반 《Dangerous》의 세 번째 싱글로 발매되었다. 이 곡은 잭슨과 테디 라일리가 작사, 작곡, 프로듀싱을 맡았다. 이 음반은 빌보드 핫 100에서 6위에 오르며 이 음반의 3연속 톱 10 팝 싱글이 되었다. 이 곡은 또한 두 번째 1위 R&B 싱글이 되었다. 이 노래는 2006년 영국 싱글 차트에 20위로 재진입했다.

## 노래 정보
마이클 잭슨과 테디 라일리가 작사, 작곡한 이 노래는 연인 사이의 관계를 비밀로 하는 것에 관한 것이다. "In the closet"은 특히 성적 지향과 관련하여 삶의 한 측면을 개방하지 않을 때 사용하는 영어 관용구이다. 이 노래의 선정적인 이름에도 불구하고, 이 노래의 가사는 숨겨진 성적 성향을 암시하는 것이 아니라 오히려 은폐된 관계인 "Don't hide our love / Woman to man"을 암시한다. 《뉴욕 타임스》는 "이성애적인 사랑 노래에 잭슨만이 이 제목을 사용할 것이다"라고 말했다. 이 노래의 여성 보컬은 원래 "미스터리 걸"이었으나 나중에 모나코 공녀 스테파니로 밝혀졌다.

### 마돈나와의 협업
〈In the Closet〉은 원래 잭슨과 마돈나의 듀엣으로 구상되었다. 1992년 영국 언론인 조너선 로스와의 인터뷰에서 마돈나는 이 곡을 위한 서정적인 아이디어들을 작업했지만, 그녀가 마이클에게 그것들을 제시했을 때, 그는 너무 자극적이라고 판단했고 그들은 이 프로젝트를 계속 진행하지 않기로 결정했다고 말했다.

## 뮤직 비디오
이 세피아 색상의 뮤직 비디오는 허브 리츠가 감독을 맡았으며 잭슨이 슈퍼모델 나오미 캠벨과 함께 감각적인 춤을 추는 모습을 담고 있다. 모나코 공녀 스테파니의 구어 보컬은 캠벨이 비디오를 위해 다시 녹음했다. 이 단편 영화는 1992년 3월 말 캘리포니아주 솔턴시에서 촬영되어 1992년 4월 23일 초연되었다.

## 곡 목록
| - In the Closet (영국 싱글) 1. "In the Closet" (7" Edit) – 4:49 2. "In the Closet" (Club Mix) – 8:00 3. "In the Closet" (The Underground Mix) – 5:32 4. "In the Closet" (Touch Me Dub) – 7:53 5. "In the Closet" (KI's 12") – 6:55 6. "In the Closet" (The Promise) – 7:18 - In the Closet (미국 CD 싱글 49K74267) 1. "In the Closet" (Club Edit) – 4:07 2. "In the Closet" (The Underground Mix) – 5:34 3. "In the Closet" (The Promise) – 7:20 4. "In the Closet" (The Vow) – 4:49 5. "Remember The Time" (New Jack Jazz Mix) – 5:06 - In the Closet (미국 프로모 CD 싱글 ESK4537) 1. "In the Closet" (Radio Edit) – 4:37 (trayliner lists a time of 4:16) 2. "In the Closet" (7" Edit) – 4:49 3. "In the Closet" (The Mission Radio Edit) – 4:28 4. "In the Closet" (KI's 12") – 7:17 (trayliner lists a time of 6:57) 5. "In the Closet" (The Newark Mix) – 7:08 (trayliner lists a time of 6:51) 6. "In the Closet" (Freestyle Mix) – 6:34 (trayliner lists a time of 6:26) 7. "In the Closet" (The Mission) – 9:26 - In the Closet: Mixes Behind Door #1 (일본 CD 싱글 ESCA5610) 1. "In the Closet" (Club Mix) – 8:03 2. "In the Closet" (The Underground Mix) – 5:40 3. "In the Closet" (Touch Me Dub) – 6:42 4. "In the Closet" (KI's 12") – 7:17 | - In the Closet: Mixes Behind Door #2 (일본 CD 싱글 ESCA5611) 1. "In the Closet" (The Mission) – 9:27 2. "In the Closet" (Freestyle Mix) – 6:35 3. "In the Closet" (The Mix Of Life) – 7:41 4. "In the Closet" (The Underground Dub) – 6:27 - In the Closet: Mixes Behind Door #3 (일본 CD 싱글 ESCA5622) 1. "In the Closet" (Club Edit) – 4:11 2. "In the Closet" (The Newark Mix) – 7:09 3. "In the Closet" (The Promise) – 7:26 4. "In the Closet" (The Vow) – 4:53 5. "Remember The Time" (New Jack Jazz 21) – 5:06 - In the Closet (영국 PAL Visionary 듀얼디스크 싱글 82876773342 5) CD side 1. "In the Closet" (7" Edit) – 4:47 2. "In the Closet" (Club Mix) – 8:02 DVD side 1. "In the Closet" (Music video) – 6:02 - In the Closet (미국 NTSC Visionary 듀얼디스크 싱글 82876773352 4) CD 사이드 1. "In the Closet" (7" Edit) – 4:47 2. "In the Closet" (Club Mix) – 8:02 DVD 사이드 1. "In the Closet" (Music video) – 6:02 (참고: 미국에서 《Visionary》는 완전한 박스 세트로만 판매되었다. 개별 듀얼디스크를 구입할 수 없다.) |

## 인증
| 국가                       | 인증 | 판매량/출하량 |
| -------------------------- | ---- | ------------- |
| 오스트레일리아 (ARIA)      | 골드 | 35,000^       |
| 미국 (RIAA)                | 골드 | 500,000^      |
| ^출하량을 기반으로 한 인증 |      |               |